# Response-Cost
Das Response-Cost-System ist eine Methode der operanten Konditionierung, die in der Verhaltenstherapie eingesetzt werden kann. Im Gegensatz zu Token-Systemen wird bei einem Response-Cost-Verfahren eine Belohnung (positiver Verstärker) vereinbart, die beim Auftreten des unerwünschten Verhaltens entzogen wird. Da das System viel unmittelbarer auf das unerwünschte Verhalten reagiert als das Token-System, sind die Anwendungserfolge höher, möglicherweise aber weniger dauerhaft (siehe dazu intermittierende Verstärkung).

## Quelle
Jeanne Ellis Ormrod: Essentials of Educational Psychology. 2nd ed. Merrill, Upper Saddle River, N.J. 2009, ISBN 978-0-13-501657-2, S. 338.